# Morello (cavallo)

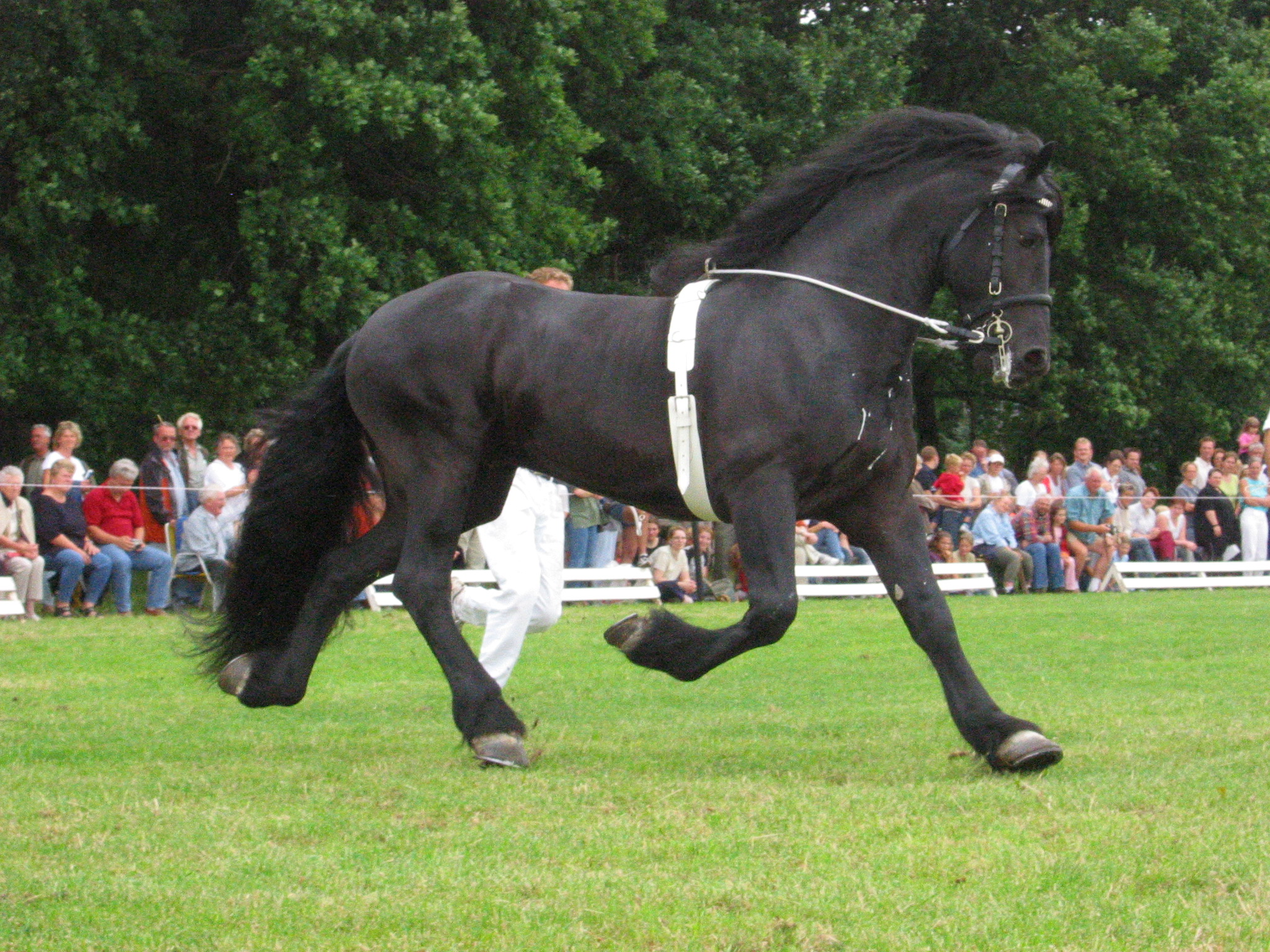
Frisone al trotto. I frisoni hanno sempre il mantello morello

Il morello è un mantello equino completamente nero che caratterizza alcune razze, come il Frisone e il Murgese (nei quali non sono ammesse macchie bianche); il morello (gene E) è dominante autosomico nei confronti del sauro (gene e).
I cavalli dal mantello morello presentano pelo nero così come la pelle e gli occhi.

## Varianti
- ordinario: privo di riflessi
- corvino: nero brillante
- maltinto: con alcune zone che tendono al grigio-marrone
- zaino: privo di marcature bianche